# Alto de Cravelas
O Alto de Cravelas é o cume e ponto mais elevado da Serra do Alvão, a 1339 m de altitude. Situa-se no limite oriental do Parque Natural do Alvão e é ladeado por uma escarpa rochosa em que o planalto que se precipita sobre os vales dos rios Corgo e Sabor.